# Arajik Gevorgjan
Ara "Arajik" Gevorgjan (Gevorkjan) (arménsky Արայիկ Գևորգյան), (* 22. ledna 1973 v Artašatu, Sovětský svaz) je bývalý sovětský a arménský zápasník volnostylař.

## Sportovní kariéra
Volnému stylu se věnoval od 10 let v Artašatu pod vedením Razmika Goletjana. V mládí prošel juniorskými výběry Sovětského svazu a od roku 1993 byl členem arménské seniorské reprezentace. V roce 1995 se stal prvním arménským mistrem světa ve volném stylu. V roce 1996 startoval na olympijských hrách v Atlantě. Ve čtvrtém kole nečekaně prohrál s Američanem Townsendem Saundersem a skončil na 5. místě. Po olympijských hrách patřil mezi nejlepší volnostylaře na světě a přivydělával si zápasením v německé bundeslize. V roce 1998 získal třetí titul mistra světa v řadě. V roce 2000 startoval na olympijských hrách v Sydney, ale jeho snahu o olympijskou medaili zmařil v základní skupině Arsen Gitinov z Ruska. V roce 2004 se kvalifikoval na své třetí olympijských hrách v Athénách. Startoval ve velterové váze a jeho snažení skončilo opět v základní skupině. Sportovní kariéru ukončil po roce 2008.

## Výsledky
| Turnaj             | 1993       | 1994       | 1995       | 1996       | 1997       | 1998       | 1999       | 2000       | 2001           | 2002           | 2003           | 2004           |
| Turnaj             | 20         | 21         | 22         | 23         | 24         | 25         | 26         | 27         | 28             | 29             | 30             | 31             |
| Turnaj             | lehká váha | lehká váha | lehká váha | lehká váha | lehká váha | lehká váha | lehká váha | lehká váha | velterová váha | velterová váha | velterová váha | velterová váha |
| ------------------ | ---------- | ---------- | ---------- | ---------- | ---------- | ---------- | ---------- | ---------- | -------------- | -------------- | -------------- | -------------- |
| Olympijské hry     |            |            |            | 5.         |            |            |            | 7.         |                |                |                | 8.             |
| Mistrovství světa  | —          | 11.        | 1.         |            | 1.         | 1.         | 5.         |            | —              | —              | 19.            |                |
| Mistrovství Evropy | 2.         | 2.         | 3.         | 2.         | 1.         | 2.         | —          | —          | —              | —              | 6.             | 7.             |